# Àdhamh Ó Broin
Àdhamh Ó Broin, född 3 juni 1979, är en skotsk gaelisk minoritetsspråksaktivist som specialiserar i vitaliseringen av Dalriadagaeliskan och andra skotsk gaeliskdialekter. Han har dessutom uppfostrat sina barn i ett enbart Dalriadadialekthushåll, vilket har räddat denna tidigare döende dialekt. Ó Broin var även språkkonsult för TV-serien Outlander. 
Som en anhängare av den skotska självständighetsrörelsen, har Ó Broin spelat in en låt på lågskotska med den gaeliska sångaren Elidh Grant.
Han vann "International Award" vid Scottish Gaelic Awards 2016.